# رافع بن هرثمة
رافِع بن هَرْثَمة بن أعْيَن (المُتوفَّى عام 896م) كان جُنديًا مرتزقًا، ثم أصبح واليًا على خراسان، في الفترة من 882 إلى 892، في الاضطرابات التي حدثت في أواخر القرن التاسع.

## السيرة الذاتية
كان رافع في الأصل، في خدمة سلالة الطاهريين، التي سيطرَت على خراسان، بوصفهم نوابًا فعليين باسم الخلافة العباسية. تم تحدي سيطرة الطاهريين (والعباسيين ضمنيًا) على خراسان في ستينيات القرن التاسع حيث تمرد يعقوب الصفار، الذي بدأ من مسقط رأسه في سستان، وهزم الجيوش الطاهرية، وبحلول عام 873 استولى على عاصمة المحافظة، نيسابور. إلا أن فشل يعقوب في الاستيلاء على بغداد عام 876، في معركة دير العاقول، وموته بعد فترة وجيزة أضعف النظام الصفاري الذي ورثه شقيقه عمرو بن الليث.

خريطة خراسان الكبرى والشرق الإسلامي في منتصف القرن التاسع.

مع انخراط الصفاريين في أماكن أخرى، واستيلائهم على منطاق الطاهريين السابقة التي أدانتها الخلافة العباسية باعتبارها غير شرعية، وتم الاستيلاء على نيسابور في عام 875 على يد جماعة مناهضة للصفاريين بقيادة أحمد بن عبد الله الخجيستاني، وهو جندي طاهري سابق. بعد مقتله عام 882، توجَّهت أنظار جيش الخجيستاني ارافع، والذي كان قد ارتقى ليكون القائد العام له، ويخلف الخحيستاني. واجه رافع معارضة الصفاريين تحت قيادة عمرو، والذي عقد سلامه مع الخليفة عام 879 وتم الاعتراف به واليًا لخراسان ومعظم إيران، بالإضافة للمغامر أبو طلحة منصور بن شركاب، الذي استولى لفترة وجيزة على نيسابور في 876 - 878 وأصبح واليًا لمرو الشاهجان. بعد هزيمته، سرعان ما سعى أبو طلحة للحصول على مساعدة السامانيين والصفاريين، وفي عام 885 عُيِّن نائبًا صفاريًا لخراسان، بينما عاد عمرو مرة أخرى غربًا لمواجهة محاولات الوصي العباسي، الموفق، والذي سعى لاستعادة محافظة فارس.
في هذه المرحلة، تغيرت حظوظ رافع، حيث جرَّد الموفق الصفاريين من ولاياتهم، ومنح خراسان لرافع. تمكن رافع الآن من تأمين تحالف مع السامانيين في بلاد ما وراء النهر، وتحييد أبو طلحة والاستيلاء على مرو الشاهجان وهراة. داهم رافع حتى خوارزم عام 886، وساعد الساماني إسماعيل بن أحمد ضد أخيه نصر الأول. في عام 888 - 889 م، قام رافع بغزو الأراضي الزيدية في جرجان وطبرستان، وهزم الحاكم الزيدي محمد بن زيد في معركة على نهر تشالوس. ومن طبرستان سار إلى قزوين ثم الري في 889/890، أسس مقرَّه حتى وفاة الموفق في كانون الثاني 891. أثناء إقامته في طبرستان، انضم علي بن الليث، شقيق عمرو، إلى رافع، الذي كان في البداية المرشح المفضل لخلافة يعقوب. ورافقا المعدل والليث، ابنا علي، لاحقًا رافعَ في محاولته لاستعادة السيطرة على خراسان عام 896.
مع وفاة الموفق وصعود نجله المعتضد إلى ولاية العهد (وقريبًا إلى العرش)، تغيرت حظوظ رافع مرةً أخرى: إذ إن سياسة المعتضد بإعادة تأسيس سلطة الخلافة في غرب الخلافة، تطلبت منه الحفاظ على علاقات ودية مع عمرو بن الليث في إيران، وهددت سيطرة رافع على الري، في إقليم الجبال، والتي سرعان ما استعادها المعتضد من حكامها شبه المستقلين من بني دلف. نتيجةً لذلك، استثمر المعتضد واليه عمرو مع والي خراسان، وأمر رافع بإخلاء الري، وأرسل جيشًا بقيادة أحمد بن عبد العزيز بن أبي بني دلف ضده. وبعد طرده من الري، ولأجل كسب الحلفاء لمحاولة استعادة خراسان، تصالح رافع مع محمد بن زيد، لدرجة أنه ختم دعاء صلاة الجمعة باسم الأخير. كان هذا التحول نحو العلويين بمثابة قطيعة علنية مع المعسكر العباسي والسني، والتي استغلها الصفاريون لتعزيز دعمهم بين سكان خراسان. ففي عام 896، غزا رافع خراسان وسيطر على نيسابور، حيث قرأ أيضًا الصلاة باسم محمد. وقد اعتمد كذلك على اللون الأبيض بدلًا من اللون الأسود الذي استخدمه العباسيون. لكن المساعدة التي وعد بها محمد بن زيد لم تصل أبدًا، وسرعان ما طرد الصفاريون رافع من المدينة. هُزمت قواته في بيهق وطوس، وأُخرِج من خراسان إلى خوارزم، حيث هُزِم رافع وقُتِل في معركة أخيرة. وأُرسِل رأسه المقطوع إلى بغداد.